# Sikorsky XBLR-3
Sikorsky XBLR-3 là một loại máy bay ném bom 4 động cơ, được thiết kế trong giai đoạn 1935-1936.